# Wspólnota administracyjna Großröhrsdorf
Wspólnota administracyjna Großröhrsdorf (niem. Verwaltungsgemeinschaft Großröhrsdorf) – dawna wspólnota administracyjna w Niemczech, w kraju związkowym Saksonia, w powiecie Budziszyn. Siedziba wspólnoty znajdowała się w mieście Großröhrsdorf. Do 29 lutego 2012 w okręgu administracyjnym Drezno. 1 stycznia 2017 wspólnota została rozwiązana, a gmina Bretnig-Hauswalde została przyłączona do miasta Großröhrsdorf.
Wspólnota administracyjna zrzeszała jedną gminę miejską oraz jedną gminę wiejską: 
- Bretnig-Hauswalde
- Großröhrsdorf, miasto